# 1836년 미국 대통령 선거
1836년 미국 대통령 선거는 1836년 미국에서 치러진 대통령 선거로, 민주당의 마틴 밴 뷰런 후보가 당선되었다.

## 후보선출

### 민주당
| 득표순위 | 이름          | 득표수   | 득표율 | 비고        |
| -------- | ------------- | -------- | ------ | ----------- |
| 1        | 리차드 존슨   | 178      | 67.2%  | 부통령 후보 |
| 2        | 윌리엄 리브스 | 87       | 32.8%  |             |
| 총투표수 | 총투표수      | 총투표수 | 265    |             |

1835년 민주당 전당대회는 마틴 밴 뷰런 부통령을 만장일치로 대통령 후보로, 리차드 존슨 대령을 부통령 후보로 선출한다

### 휘그당
1834년 중간선거 동안, 국민공화당과 반프리메이슨당, 연방당 잔존세력 등은 민주당에 대항하기 위해 휘그당을 창당한다.
그러나 각 계파 간의 분열은 지속되었고, 결국 선거에 단일후보를 내지 못한다.

## 선거 결과
| 마틴 밴 뷰런  | 민주당 | 뉴욕           | 764,176   | 50.8%    | 170 |  |  |
| 윌리엄 해리슨 | 휘그당 | 오하이오       | 550,816   | 36.6%    | 73  |  |  |
| 휴 화이트     | 휘그당 | 테네시         | 146,107   | 9.7%     | 26  |  |  |
| 대니얼 웹스터 | 휘그당 | 매사추세츠     | 41,201    | 2.7%     | 11  |  |  |
| 윌리 매그넘   | 휘그당 | 노스캐롤라이나 | ?         | ?        | 0   |  |  |
| 계            | 계     | 계             | 1,503,534 | 100.00 % | 294 |  |  |

| 리차드 존슨     | 민주당 | 켄터키           | 147 |  |  |
| 프랜시스 그랜져 | 휘그당 | 뉴욕             | 77  |  |  |
| 존 타일러       | 휘그당 | 버지니아         | 47  |  |  |
| 윌리엄 스미스   | 민주당 | 사우스캐롤라이나 | 23  |  |  |
| 계              | 계     | 계               | 294 |  |  |

## 같이 보기
- 1836년 미국 하원의원 선거
- 1836년 미국 상원의원 선거